# Prix Yi Sang
Le prix Yi Sang (이상문학상) est un prix littéraire sud-coréen.
C'est l'un des prix littéraires les plus prestigieux de Corée du Sud nommé en l'honneur de Yi Sang, écrivain novateur de la littérature coréenne moderne. Le Prix Yi Sang a été créé en 1977 et est parrainé par l'éditeur coréen Munhak Sasang.

## Liste des lauréats
| Année | Auteur              | Titre (coréen, translittération, traduction)                                                                         | Publication française                                               |
| ----- | ------------------- | --- | ------------------------------------------------------------------- |
| 1977  | Kim Seungok         | 서울의 달빛 0장 Seourui dalbit 0 jang Le clair de lune de Séoul, Chapitre 0                                          |                                                                     |
| 1978  | Yi Chong-jun        | 잔인한 도시 Janinhan dosi Ville cruelle                                                                              | Dialogue avec un vieil arbre géant, Actes Sud, 2011                 |
| 1979  | Oh Jung-hee         | 저녁의 게임 Jeonyeogui geim Le jeu du soir                                                                           |                                                                     |
| 1980  | Yoo Jae-yong        | 관계 Seongyeok Sanctuaire                                                                                            |                                                                     |
| 1981  | Park Wansuh         | 엄마의 말뚝 Eommaui tteul Les piquets de ma mère                                                                     | Les piquets de ma mère, Actes Sud, 1993                             |
| 1982  | Choi In-ho          | 깊고 푸른 밤 Gipgo puleun bam Une nuit d'un bleu profond                                                             | Une nuit bleue et profonde, Actes Sud, 1992                         |
| 1983  | So Young-eun        | 먼 그대Meon geudae Loin de vous                                                                                      |                                                                     |
| 1984  | Lee Kyun-young      | 어두운 기억의 저편 Eoduun gieog-ui jeopyeon Au-delà des sombres souvenirs                                            |                                                                     |
| 1985  | Lee Ze-ha           | 나그네는 길에서도 쉬지 않는다 Nageuneneun gil-eseodo swiji anhneunda Le voyageur ne se repose pas en cours de route  |                                                                     |
| 1986  | Choi Il-nam         | 흐르는 북 Heuleuneun bug Vers le nord                                                                                |                                                                     |
| 1987  | Yi Mun-yol          | 우리들의 일그러진 영웅 Urideurui ilgeureojin yeongung Notre héros défiguré                                           |                                                                     |
| 1988  | Lim Chul-woo        | 붉은 방 Bulgeun bang La chambre rouge                                                                                |                                                                     |
| 1988  | Han Seung-won       | 해변의 길손 Haebyeon-ui gilson Un voyageur sur la plage                                                              |                                                                     |
| 1989  | Kim Chae-won        | 겨울의 환幻 Gyeoul-ui hwanhwan Fantaisie d'hiver                                                                     |                                                                     |
| 1990  | Kim Won-il          | 마음의 감옥 Maeum-ui gam-og Prison du cœur                                                                           |                                                                     |
| 1991  | Cho Sung-ki         | 우리 시대의 소설가 Uri sidaeui soseolga Un écrivain de notre temps                                                   |                                                                     |
| 1992  | Yang Gui-ja         | 숨은 꽃 Sumeun kkoch Les fleurs cachées                                                                              |                                                                     |
| 1993  | Choi Suchol         | 얼음의 도가니 Eoreumui Dogani Le creuset de la glace                                                                 |                                                                     |
| 1994  | Ch’oe Yun           | 하나코는 없다 Hanakoneun eobsda Le dernier des Hanako                                                                |                                                                     |
| 1995  | Yun Humyong         | 하얀 배 Hayan bae Bateau blanc                                                                                       |                                                                     |
| 1996  | Yoon Dae-nyeong     | 천지간 Cheonjigan Entre ciel et terre                                                                                |                                                                     |
| 1997  | Kim Ji-won          | 사랑의 예감 Salang-ui yegam Prémonition d'amour                                                                      |                                                                     |
| 1998  | Eun Hee-kyung       | 아내의 상자 Anaeui sangja Les boîtes de ma femme                                                                     | Les Boîtes de ma femme, Zulma, 2009                                 |
| 1999  | Park Sangwoo        | 내 마음의 옥탑방 Nae ma-eum-ui ogtabbang La chambre sur le toit de mon cœur                                          |                                                                     |
| 2000  | Yi In-hwa           | 시인의 별 Siin-ui byeol L'étoile du poète                                                                            |                                                                     |
| 2001  | Shin Kyung-sook     | 부석사 Buseoksa Le temple de Buseok                                                                                  |                                                                     |
| 2002  | Kwon Ji-ye (en)     | 뱀장어 스튜 Baemjang-eo seutyu Ragoût d'anguille                                                                     |                                                                     |
| 2003  | Kim In-sook         | 바다와 나비 Bada-wa nabi Océan et papillon                                                                           |                                                                     |
| 2004  | Kim Hoon            | 화장 Hwajang Se réconcilier                                                                                          |                                                                     |
| 2005  | Han Kang            | 몽고반점 Mong-gobanjeom La tache mongole                                                                             | "La tache mongole", dans La Végétarienne, Le Serpent à plumes, 2015 |
| 2006  | Jung Mikyung        | 밤이여, 나뉘어라 Bam-iyeo, nanwieola La nuit, séparés                                                                |                                                                     |
| 2007  | Jon Kyongnin        | 천사는 여기 머문다 Cheonsaneun yeogi meomunda Les anges restent ici                                                  |                                                                     |
| 2008  | Kwon Yeo-sun        | 사랑을 믿다 Salang-eul midda Croire en l'amour                                                                       |                                                                     |
| 2009  | Kim Yeon-su         | 산책하는 이들의 다섯 가지 즐거움 Sanchaeghaneun ideul-ui daseos gaji jeulgeoum Cinq plaisirs pour les promeneurs     |                                                                     |
| 2010  | Park Min-gyu        | 아침의 문 Achim-ui mun La porte du matin                                                                             |                                                                     |
| 2011  | Gong Ji-young       | 맨발로 글목을 돌다 Maenballo geulmog-eul dolda Flânez pieds nus dans les ruelles de mots                             |                                                                     |
| 2012  | Kim Young-ha        | 옥수수와 나 Ogsusuwa na Le maïs et moi                                                                               |                                                                     |
| 2013  | Kim Ae-ran          | 침묵의 미래 Chimmug-ui milae L'avenir du silence                                                                     |                                                                     |
| 2014  | Pyun Hye-young      | 몬순 Monsun Mousson                                                                                                  |                                                                     |
| 2015  | Kim Soom (en)       | 뿌리 이야기 Ppuli iyagi Histoire racine                                                                              |                                                                     |
| 2016  | Kim Kyung-uk        | 천국의 문 Cheongug-ui mun La porte du Paradis                                                                        |                                                                     |
| 2017  | Gu Hyo-seo          | 풍경소리 Pung-gyeongsoli Le bruit du paysage                                                                         |                                                                     |
| 2018  | Son Hong-kyu        | 꿈을 꾸었다고 말했다 Kkum-eul kkueossdago malhaessda Il a dit qu'il avait fait un rêve                               |                                                                     |
| 2019  | Yun I-hyeong (en)   | 그들의 첫 번째와 두 번째 고양이 Geudeul-ui cheos beonjjaewa du beonjjae goyang-i Leur premier et leur deuxième chats |                                                                     |
| 2020  | pas de prix décerné | pas de prix décerné                                                                                                  | pas de prix décerné                                                 |
| 2021  | Lee Seung-u         | 마음의 부력 Ma-eum-ui bulyeog La flottabilité de l'esprit                                                            |                                                                     |